# Sparizione di Denise Pipitone
La sparizione di Denise Pipitone è un fatto di cronaca irrisolto relativo ad una minorenne italiana, Denise Pipitone, che all'epoca aveva poco meno di quattro anni, scomparsa il 1º settembre 2004 a Mazara del Vallo, in provincia di Trapani.

## La scomparsa
Denise Pipitone è nata il 26 ottobre 2000 dalla relazione extraconiugale tra Piera Maggio e Piero Pulizzi, ma è stata registrata all'anagrafe come figlia di Antonino Pipitone, detto Tony, marito di Piera Maggio (al tempo all'oscuro di non essere il padre naturale), del quale assunse il cognome. Nella tarda mattinata di mercoledì 1º settembre 2004, Denise scomparve da Mazara del Vallo, dove abitava, mentre si trovava davanti a casa. L'ultima persona a vederla fu la zia Giacoma Maggio, sorella della madre Piera, alle 11:45, sul marciapiede in strada, dove era rimasta da sola dopo che la donna aveva richiamato in casa per il pranzo il figlio, cugino di Denise, che stava giocando con lei. Da quel momento della bambina si persero completamente le tracce.
Al momento della sparizione, Piera Maggio stava frequentando un corso di informatica e fu informata della scomparsa alle 12:30 circa. La notizia venne trasmessa attraverso i media alle ore 14:00 dello stesso giorno tramite un telegiornale locale. L'ipotesi investigativa sviluppatasi attraverso gli anni indica come causa della sparizione un rapimento gestito tramite un passaggio di staffetta tra diversi soggetti tuttora ignoti, sia il giorno stesso sia successivamente, che aveva come obiettivo quello di far perdere le tracce della bambina.
I cani molecolari della squadra investigativa percepirono la presenza di Denise nei pressi dell'abitazione della sorella di Gaspare Ghaleb, all'epoca fidanzato di Jessica Pulizzi, figlia di Anna Corona e Pietro Pulizzi, il padre biologico di Denise; tale abitazione distava solo pochi metri dallo stabile nel quale si trovavano gli appartamenti di Piera Maggio e Tony Pipitone, di Giacoma Maggio e dei genitori delle sorelle Maggio. Jessica Pulizzi all'epoca aveva 17 anni e fu una delle maggiori sospettate del rapimento assieme alla madre.

## Avvistamenti
In seguito alla scomparsa, le ricerche sono partite immediatamente, senza tuttavia produrre risultati per oltre un mese. 
Successivamente sono stati segnalati alcuni avvistamenti, confermati e non:
- Il 18 ottobre 2004, a Milano, la guardia giurata Felice Grieco nota una bambina molto somigliante a Denise in compagnia di alcune persone di etnia romaní davanti ad un istituto bancario a Milano (presso cui Grieco svolge servizio in tale periodo) in zona Barona/Giambellino, vicino al Santuario di Santa Rita. Il gruppo di persone risulta composto da una donna dai capelli scuri, un uomo scuro, un bambino biondo con una fisarmonica e una donna bionda. La guardia giurata riesce a trattenere brevemente il gruppo e a filmare la bambina. Nel filmato la bambina viene chiamata “Danas” e chiede a una delle due donne «Dove mi porti?»[6]; Grieco sostiene inoltre che tale bambina avesse un graffio sulla guancia sotto l'occhio, un segno che Denise aveva quando scomparve. Secondo alcune perizie, la voce di "Danas" sarebbe compatibile con quella di Denise e l'accento compatibile con quello siciliano[7], presumibilmente proprio della zona di Mazara del Vallo.
- Il 3 dicembre 2004 Behgjet Pacolli, magnate e imprenditore svizzero di origini albanesi, coinvolto in uno scandalo politico in Russia e poi prosciolto ed esperto di risoluzioni di sequestri internazionali (così definì tale il rapimento di Denise Pipitone) che aveva già collaborato per il rilascio di alcuni funzionari ONU tenuti in ostaggio a Kabul, contatta lo studio legale di Giacomo Frazzitta, avvocato di Piera Maggio, proponendosi come collaboratore per riportare a casa la bambina. Pacolli si offre di mettersi in contatto con i rapitori tramite una pagina pubblicitaria da comprare sul Corriere della Sera e altri quotidiani nazionali, un numero telefonico svizzero e un indirizzo email dedicato esclusivamente ai rapporti con i sequestratori. Lo studio legale di Pacolli chiede massima riservatezza e di tenere celate le generalità del loro assistito. Alle 20:00 del 3 dicembre Frazzitta invia l'autorizzazione allo studio legale di Pacolli; due ore dopo, alle 22:00, Piera Maggio riceve una chiamata anonima nella quale le viene detto che Denise starebbe per entrare in Svizzera dal confine con la Francia. Frazzitta, informato del fatto, lo comunica alla Procura della Repubblica, che si mette immediatamente in contatto con la gendarmeria svizzera, la quale convoca nottetempo Pacolli. Questo episodio infrange inevitabilmente il patto di assoluta riservatezza richiesto da Pacolli, successivamente presidente del Kosovo, che scompare così misteriosamente dalla vicenda.
- Nel settembre 2008, un'infermiera italiana in vacanza nell'isola greca di Kos vede una bambina molto somigliante a Denise e che sembra avere un'età compatibile con quella di Denise. La bambina si trova in compagnia di una donna albanese, che dichiara di esserne la madre. Gli inquirenti sono tuttavia insospettiti dal fatto che la bambina parla fluentemente l'italiano, al contrario della presunta madre; tuttavia, il 12 settembre 2008, il test del DNA esclude definitivamente che la bambina sia Denise Pipitone e conferma che è figlia naturale della donna albanese.[8]
- Il 31 marzo 2021, un'infermiera russa residente in Val Seriana[9] segnala al programma televisivo Chi l'ha visto? di aver notato una forte somiglianza tra Piera Maggio e una ragazza ventenne russa partecipante alla trasmissione televisiva Pust' govorjat, in onda sul canale russo Pervyj kanal. Tale ragazza si chiama Olesya Rostova, ha ricevuto il nome in orfanotrofio[2], e sostiene di essere stata rapita da dei rom da bambina e di essere in cerca della madre. Alla puntata del successivo 7 aprile partecipano al programma il corrispondente Rai Marc Innaro e l'avvocato Giacomo Frazzitta, al quale viene comunicato privatamente il gruppo sanguigno di Olesya Rostova; Frazzitta annuncia che tale gruppo sanguigno non è compatibile con quello di Denise, ma allo stesso tempo dichiara di aver comunque intenzione di informare dei fatti la Procura di Marsala[10].

Negli anni furono diversi gli spunti presentati agli investigatori, ma le indagini si sono sempre incentrate sull'ambito familiare allargato. La pista gitana è stata spesso una costante che non ha mai avuto conferma, ma che sarebbe collegata alla pista familiare: si ritiene infatti plausibile l'ipotesi secondo la quale la bambina sarebbe finita nelle mani di gruppi nomadi/rom o a qualche amico della cerchia familiare allargata.
Il 3 maggio 2021 la procura di Marsala torna a indagare sul caso ed il 27 dello stesso mese viene richiesta una commissione d’inchiesta parlamentare su iniziativa dei deputati Alessia Morani e Carmelo Miceli del Partito Democratico, per analizzare eventuali depistaggi, conflitti di interessi e anomalie dei precedenti 17 anni di lavori di indagine. La vicenda, però, non subisce alcuno sviluppo sino al 20 dicembre, giorno in cui il gip di Marsala archivia il caso.

## Processi
Secondo l'ultima ricostruzione degli inquirenti, Denise sarebbe stata rapita dalla sorellastra Jessica Pulizzi con la complicità della madre Anna Corona e dell'ex fidanzato Gaspare Ghaleb. Il motivo sarebbe stato «vendetta e gelosia perché Denise e Jessica Pulizzi sono figlie dello stesso padre, Piero Pulizzi». La posizione di Anna Corona, indagata in un secondo filone d'indagine per sequestro di minorenne, fu archiviata dal gip di Marsala nel dicembre 2013.
Jessica Pulizzi, accusata di concorso in sequestro di minorenne, fu rinviata a giudizio dal Giudice dell'udienza preliminare di Marsala il 18 gennaio 2010. Il processo di primo grado iniziò il 16 marzo 2010 e durò tre anni. La procura di Marsala ne chiese la condanna a 15 anni di reclusione per sequestro di minore, ritenendola "colpevole senza alcun dubbio" per via di una serie di indizi chiari, univoci e convergenti. Secondo l'accusa, la mattina del 1º settembre 2004, Jessica Pulizzi avrebbe prelevato Denise e l'avrebbe condotta a casa del padre Piero per avere la conferma che fosse sua figlia; non trovandolo, avrebbe consegnato la bambina a persone mai identificate.
Al termine del processo, tuttavia, la Pulizzi fu assolta dal Tribunale di Marsala il 27 giugno 2013 per insufficienza di prove, e il 2 ottobre 2015 la Corte d'appello di Palermo confermò l'assoluzione per insufficienza di prove, rigettando la richiesta di condanna a 15 anni di reclusione avanzata dal procuratore generale della Corte d'appello di Palermo Rosalba Scaduto. La Scaduto, durante la sua requisitoria, affermò che Jessica Pulizzi aveva partecipato al sequestro di Denise e che per tale motivo andava riconosciuta colpevole. Il 19 aprile 2017 la Cassazione confermò la definitiva assoluzione di Jessica Pulizzi, ma al tempo stesso sottolineò l'esistenza di un valido e comprovato movente. Per gli addebiti del coimputato, al termine del processo di secondo grado è intervenuta la prescrizione del reato.